# Język alabama
Język alabama (alabamski, alibamu) – język plemienia indiańskiego Alibamu z Ameryki Północnej, należący do wschodniej gałęzi rodziny muskogejskiej. Niegdyś był używany na terenie stanów Alabama i Oklahoma, obecnie nieliczni użytkownicy żyją w rezerwacie na obszarze Teksasu. Najbliżej spokrewniony jest z językiem koasati.